# Chris Ousey
Chis Ousey (Londra, 20 gennaio 1968) è un cantante britannico noto come membro degli Heartland e degli Snakecharmer.

## Biografia
Esordisce negli anni  ottanta con una piccola band chiamata Virginia Wolf. Nel 1990 fonda gli Heartland, band hard rock, che gli conferisce una certa notorietà.
Dopo aver esordito come solista nel 2011, con l'album Rhyme and Reason, nel 2013 fonda il supergruppo Snakecharmer, band heavy metal formata da musicisti di lungo corso.

## Discografia

### Solista
- 2011 - Ryhme and Reason
- 2016 - Dream Machine

### Con gli Heartland
- 1991 - Heartland
- 1994 - Wide Open
- 1995 - III
- 1997 - Bridge of Fools
- 1998- Miracles By Design
- 1999 - When Angels Call
- 2000 - As It Comes
- 2002 - Communication Down
- 2005 - Move On
- 2007 - Mind Your Head

### Con gli Snakecharmer
- 2013 – Snakecharmer
- 2017 – Second Skin

### Collaborazioni
- 2017 Steve Walsh - Black Butterfly